# Wilfredo Pino Estévez
Wilfredo Pino Estévez (* 12. Oktober 1950 in Camagüey) ist ein kubanischer Geistlicher und römisch-katholischer Erzbischof von Camagüey.

## Leben
Wilfredo Pino Estévez empfing am 1. August 1975 die Priesterweihe.
Papst Benedikt XVI. ernannte ihn am 13. Dezember 2006 zum Bischof von Guantánamo-Baracoa. Die Bischofsweihe spendete ihm der Erzbischof von Camagüey, Juan García Rodríguez, am 27. Januar des nächsten Jahres; Mitkonsekratoren waren Pedro Claro Meurice Estiú, Erzbischof von Santiago de Cuba, und Jaime Lucas Kardinal Ortega y Alamino, Erzbischof von San Cristóbal de la Habana.
Am 6. Dezember 2016 ernannte ihn Papst Franziskus zum Erzbischof von Camagüey.